# The Colour of Spring
The Color of Spring ist das dritte Studioalbum der englischen Band Talk Talk. Es wurde im März 1986 veröffentlicht.

## Musik
Musikalisch entfernten sich Talk Talk mit The Color of Spring von den Synthie-Pop-Einflüssen der Frühphase. Zunehmend fanden Gitarren, Piano und Orgel bei Songs wie Life’s What You Make It, Living in Another World und Give It Up Verwendung. Der Sound wurde organischer und Improvisationen spielten zunehmend eine Rolle.

## Gestaltung
Das Albumcover wurde wie die übrigen Cover der Band von dem englischen Grafiker James Marsh entworfen.

## Rezeption
The Colour of Spring wurde zum meistverkauften Studioalbum der Band und erreichte die Top 20 in zahlreichen Ländern. Es schaffte es auf die Spitzenposition der niederländischen Charts. In Großbritannien erreichte es Platz 8 und blieb 21 Wochen in den Charts. In den Vereinigten Staaten konnte die Platte die Verkaufszahlen des Vorgängeralbums nicht ganz erreichen, war aber mit Platz 58 dennoch das letzte Album der Band, das die Billboard 200 erreichte. In Deutschland erreichte das Album Platz 11, in Österreich Platz 16 und in der Schweiz Platz 3 der Charts.
Life’s What You Make It wurde nach It’s My Life und Such a Shame zum dritten internationalen Hit der Band, und auch die zweite Single Living in Another World konnte sich in vielen Hitlisten platzieren.

## Titelliste
Alle Songs wurden von Mark Hollis und Tim Friese-Greene geschrieben.
| Nr. | Titel                   | Länge |
| --- | ----------------------- | ----- |
| 1.  | Happiness Is Easy       | 6:30  |
| 2.  | I Don’t Believe in You  | 5:02  |
| 3.  | Life’s What You Make It | 4:29  |
| 4.  | April 5th               | 5:51  |
| 5.  | Living in Another World | 6:58  |
| 6.  | Give It Up              | 5:17  |
| 7.  | Chameleon Day           | 3:20  |
| 8.  | Time It’s Time          | 8:14  |